# Текапо (річка)
Текапо (англ. Tekapo) — річка на Південному острові Нової Зеландії у регіоні Кентербері (регіон). Природно річка витікає з південної частини озера Текапо, через 25 км зливається з річкою Пукакі та впадає в озеро Бенмор. Проте зараз частина води через канал направлена в озеро Пукакі для гідротехнічних потреб. У верхній течії річка часто пересихає. У нижній течії розвинуте спортивне рибальство, хоча воно обмежене через зараженість інвазійними водоростями Didymosphenia geminata.